# Fouga CM.175 Zéphyr
Fouga Zéphyr (tovarniška oznaka CM.175) je bilo reaktivno palubno šolsko vojaško letalo iz 1950ih. Zasnovan je bil na podlagi CM.170 Magistra. Letalo je uporabljal letalski oddelek Francoske mornarice - "Aeronavale". 

## Specifikacije (CM.175)
Podatki iz Carrier Aviation Air Power Directory
Splošne karakteristike
- Posadka: 2
- Dolžina: 10,06 m (33 ft 0 in)
- Razpon kril: 12,15 m (39 ft 10 in)
- Višina: 2,80 m (9 ft 2 in)
- Površina kril: 17,30 m² (186,22 ft²)
- Teža praznega letala: 2 150 kg (4 740 lb)
- Maks. vzletna teža: 3 200 kg (7 055 lb)
- Pogon letala: 2 × Turbomeca Marboré IIA turboreaktivni motor, 3,92 kN (882 lbf) vsak

 Zmogljivost 
- Maks. hitrost: 715 km/h na višini 9 000 m (444 mph na višini 29 525 ft)
- Doseg: 925 km (575 milj)
- Višina leta: 11 000 m (36 090 ft)

Oborožitev

- 2 x 7,5 mm ali 7,62 mm strojnice (opcija, po navadi neoborožen)
- Do 100 kg bomb na dveh podkrilnih nosilcih